# 郭虾蟆
郭虾蟆（1192年—1236年），一名郭斌，由于其兄郭禄大曾被赐姓“颜盏”，因此也被称为颜盏虾蟆，金末会州（今中国甘肃靖远县）人，将领。後來成為金國最後一座城池的守衛者，不屈而死。

## 初守會州
郭出生于射手家庭，金宣宗时，以善射应募从军。興定（1217年-1222年）初年，郭禄大守会州，並且遙授同知平涼府事兼會州刺史，郭虾蟆随军。兴定四年（1220年）八月，西夏攻擊會州，西夏將領和馬均披掛金甲，出入陣中，距離約兩百餘步的郭祿大遙發一箭，射中一人，接著又射一人，箭貫穿雙手，將該人釘在樹上，西夏軍為之大駭，後因寡不敵眾，會州城被西夏攻破，郭氏兄弟均被俘，兩人誓死不降，金廷知道後，為了表彰兩人的忠誠，破格任用郭祿大之子伴牛官之職，後郭氏兄弟兩人拔掉鬍鬚，設法逃歸，但事跡洩漏，郭祿大被殺，郭蝦蟆獨自逃歸。金宣宗感念祿大忠誠，再次升遷其子，遙授會州軍事判官，蝦蟆也連升兩階，擔任同知蘭州軍州事。

## 履建奇功

### 屢破西夏
興定五年（1221年）冬天，西夏軍進犯金國定西，郭蝦蟆領兵擊敗西夏軍，斬首七百，獲馬五十匹，升同知臨洮府事。元光二年（1223年），西夏發動步兵騎兵共數十萬猛攻鳳翔(今屬陝西)，金元帥赤盞合喜命郭蝦蟆總領軍事，一日巡城，見護城河外有一西夏將領坐在胡床上，箭力無法抵達之處，赤盞合喜問郭蝦蟆是否能射殺他，郭蝦蟆目測後說：「可以。」接著便彎弓搭箭，趁西夏將領抬肘，一箭射向他腋下盔甲無法掩蓋之處，將其射殺，西夏軍驚恐莫名，不久就退去。朝廷遙授郭蝦蟆靜難軍節度使，很快又改為通遠軍節度使，加授山東西路斡可必刺謀克，並派使者賞賜，在各郡宣揚他的事蹟。

### 收復會州
這一年冬天，郭蝦蟆和鞏州元帥田瑞攻擊西夏所屬的會州，蝦蟆率領騎兵五百，身穿紅衣，從會州南面山上衝下，西夏軍猝不及防，以為神兵天將，城上有個士兵在懸風版後舉手，蝦蟆一箭射去，將手、版同時射穿，不久已有數百人遭郭蝦蟆射死，西夏軍驚恐，於是投降，被西夏佔據四年的會州宣告收復。

### 平定田瑞
正大（1224年-1231年）初年，田瑞以鞏州為據點叛金，金哀宗命陝西兩行省共同討伐，蝦蟆親率士兵攻上城牆，攻破鞏州，田瑞開門逃跑，被其弟田濟所殺。這一戰，郭蝦蟆斬首五千餘級，因戰功遙授知鳳翔府事、本路兵馬都總管、元帥左督堅兼行蘭、會、洮、河元帥府事。六年九月，蝦蟆向哀宗進獻馬匹，哀宗下詔，將馬賞賜給郭蝦蟆，另外又加贈許多寶物。

## 盡忠報國
天興二年（1232年），金哀宗遷都到蔡州又打算逃往鞏州，任命粘葛完展為鞏昌行事。三年正月，粘葛完展聽說蔡州城破，哀宗自盡，率眾守城，綏德州帥汪世顯向來嫉妒粘葛完展，打算趁機攻打鞏州，但是畏懼郭蝦蟆的威望，打算約他合力攻打，遭到蝦蟆義正嚴辭拒絕，於是汪世顯獨自攻破鞏州，殺了粘葛完展，投降蒙古。後派出二十多人向蝦蟆勸降，都遭拒絕。
金國滅亡後，西部州府幾乎都歸降蒙古，只有蝦蟆堅守孤城達三年之久(史料沒有說是哪一城，估計是鳳翔或會州，後者機率較大)，南宋端平三年（1236年）十月，蒙古大軍猛攻，蝦蟆決定死戰到底，將州中金屬集中，鑄造為砲，又殺牛馬慰勞戰士，燒毀自己房子積蓄表示必死的決心，在蝦蟆軍拼死抵抗下，蒙古軍無法輕易攻城。
軍士死傷越來越多，蝦蟆命令堆積柴草，召集家人和城中戰士之兒女，關在一間屋內，親自燒焚，然後率領將士在大火前拉滿弓，等待蒙古軍攻擊。城被攻破，蒙古軍萬箭齊發，蝦蟆站在大草堆上，以門作掩護，射出三百箭，百發百中，箭射完後，他把弓和劍拋入火中，自焚而死，年四十五歲，城中無一人投降。
當地人感念郭蝦蟆盡忠，為他立祠祭奠，今日靖遠城隍廟故址即是該祠舊址，廟中城隍便是郭蝦蟆。
郭死后，其事迹逐渐被当地人民神化，会州城遗址也因此被称为“郭虾蟆城”。

## 延伸阅读
[在维基数据编辑]
 《金史·卷124》，出自脱脱《遼史》